# Hyantis multiplex
Hyantis multiplex är en fjärilsart som beskrevs av Brooks 1939. Hyantis multiplex ingår i släktet Hyantis och familjen praktfjärilar. Inga underarter finns listade i Catalogue of Life.